# Белл-Крик (тауншип, Миннесота)
Белл-Крик (англ. Belle Creek) — тауншип в округе Гудхью, Миннесота, США. На 2000 год его население составило 437 человек.

## География
По данным Бюро переписи населения США площадь тауншипа составляет 92,3 км², из которых 92,3 км² занимает суша, водоёмов нет.

## Демография
По данным переписи населения 2000 года здесь находились 437 человек, 159 домохозяйств и 121 семья. Плотность населения — 4,7 чел./км². На территории тауншипа расположено 165 построек со средней плотностью 1,8 построек на один квадратный километр. Расовый состав населения: 98,63 % белых, 0,23 % c Тихоокеанских островов и 1,14 % приходится на две или более других рас.
Из 159 домохозяйств в 40,3 % воспитывались дети до 18 лет, в 68,6 % проживали супружеские пары, в 4,4 % проживали незамужние женщины и в 23,3 % домохозяйств проживали несемейные люди. 20,1 % домохозяйств состояли из одного человека, при том 9,4 % из — одиноких пожилых людей старше 65 лет. Средний размер домохозяйства — 2,75, а семьи — 3,23 человека.
30,7 % населения — младше 18 лет, 8,2 % — в возрасте от 18 до 24 лет, 27,2 % — от 25 до 44, 20,8 % — от 45 до 64, и 13,0 % — старше 65 лет. Средний возраст — 36 лет. На каждые 100 женщин приходилось 114,2 мужчин. На каждые 100 женщин старше 18 приходилось 119,6 мужчин.
Средний годовой доход домохозяйства составлял 52 188 долларов, а средний годовой доход семьи — 53 500 долларов. Средний доход мужчин — 35 179 долларов, в то время как у женщин — 22 000. Доход на душу населения составил 20 226 долларов. За чертой бедности находились 5,5 % семей и 7,6 % всего населения тауншипа, из которых 11,9 % младше 18 и 8,9 % старше 65 лет.